# Бульвар Вацлава Гавела
Бульва́р Ва́цлава Га́вела (до 2016 года — Бульва́р Ива́на Ле́псе) — бульвар в Соломенском районе города Киева, жилой массив Отрадный. Пролегает от Гарматной улицы до Отрадного проспекта.
К бульвару Вацлава Гавела примыкают улицы Николая Василенко, Героев Севастополя, Метростроевская, Радищева, Авторемонтная, Василия Чумака, Академика Каблукова, проспект Любомира Гузара, улицы Академика Стражеско, Академика Билецкого, Качалова, Добружская и Михаила Донца.

## История
Возник в конце 1950-х годов, имел названия Бульварная улица, Высоковольтный бульвар. Начальный отрезок (до улицы Николая Василенко) был частью Измаильской улицы. Окончательно сформировался на рубеже 1950-х — 1960-х годов. Название бульвар Ивана Лепсе (укр. Бульвар Івана Лепсе) — с 1963 года, в честь революционного деятеля. В 1960-е — 1970-е годы чётная сторона была застроена преимущественно промышленными предприятиями.
В 1961 году по бульвару проложена трамвайная линия. Вдоль всего бульвара имеется бульварная зона.
Современное название дано в честь Вацлава Гавела.

## Важные учреждения, предприятия
- № 1 — Соломенский ЗАГС;
- № 4 — ЗАО «Росток»;
- № 4 — GSC Game World;
- № 6 — ОАО «Киевский завод реле и автоматики»;
- № 8 — ОАО «Меридиан — завод им. С. Королёва»;
- № 8а — Киевская региональная таможня;
- № 10 — Киевский авторемонтный завод № 6;
- № 15а — детский сад № 432, ДЮСШ № 12, Центр социальной реабилитации молодёжи с функциональными нарушениями;
- № 20 — рынок Отрадный;
- № 31 — аптека № 97 КП «Фармация»;
- № 34 — Библиотека имени Е. Гуцало для детей;
- № 40а — клиника «Добрый прогноз»;
- № 41а — Политехнический лицей НТУУ «КПИ»;
- № 46 — Киевский спортивный лицей-интернат;

65 Клиника ISIDa
- № 69 — детская музыкальная школа им. Кабалевского;
- № 75 — аптека № 38 КП «Фармация»;
- № 77а — школа № 310 «Творчество»;
- № 87 — отделение связи № 126;

## Изображения
- Перекрёсток с улицей Героев Севастополя
- Трамвайная линия
- Перекрёсток с Метростроевской улицей

В ночь на 17 июня 2025 года, примерно в 03:40, российские силы нанесли массовую воздушную ракетно‑дроновую атаку по Киеву. Согласно официальным данным Воздушных Сил Украины, применён был арсенал из 472 средств — включая 16 крылатых ракет Х-101, 440 ударных беспилотников Shahed-136, 2 ракеты «Кинжал», 4 ракеты «Калибр», 9 авиационных управляемых ракет и одну Х‑31П; в общей сложности ПВО сбила 428 целей.
В одном из девятиэтажных жилых домов в Соломенском районе Киева, на бульваре Вацлава Гавела,31 подъезд был полностью разрушен в результате прямого попадания крылатой ракеты Х‑101. Министр внутренних дел отметил, что взрыв произошёл на уровне 4-го этажа: разрушилась конструкция от крыши до подвала. 
Также под завалами дома позднее нашли еще одно тело погибшего. По состоянию на вечер того же дня число погибших по Киеву выросло до 14 человек, еще 117 человек получили ранения.
Отдельным ударом Х‑101, примерно в 03:50 было повреждено подъезд дома и уничтожено отделение Укрпочты № 03126, расположенное в жилом доме № 87 на бульваре Вацлава Гавела; здание полностью разрушено, отделение прекратило работу навсегда. Количество пострадавших официально не публиковалось и не разглашалось, но по всему Киеву в результате атаки: 14–28 погибших, 117–134 раненых (точные цифры варьируются по источникам — ГСЧС сообщает 14 погибших и 117 раненых; Radio Prague — 24 погибших, более 134 раненых; данные соломенской администрации указывают на 23 погибших в конкретном доме).
Данный ракетно-дроновый обстрел решительно осудили мировые лидеры стран, тем временем как президент России Владимир Путин утверждал, что ВС РФ не наносит ударов по гражданским целям (хотя факт обстрелов гражданских целей неоднократно подтверждался мировым обществом, в том числе ООН).